# 埃克拉尼昂

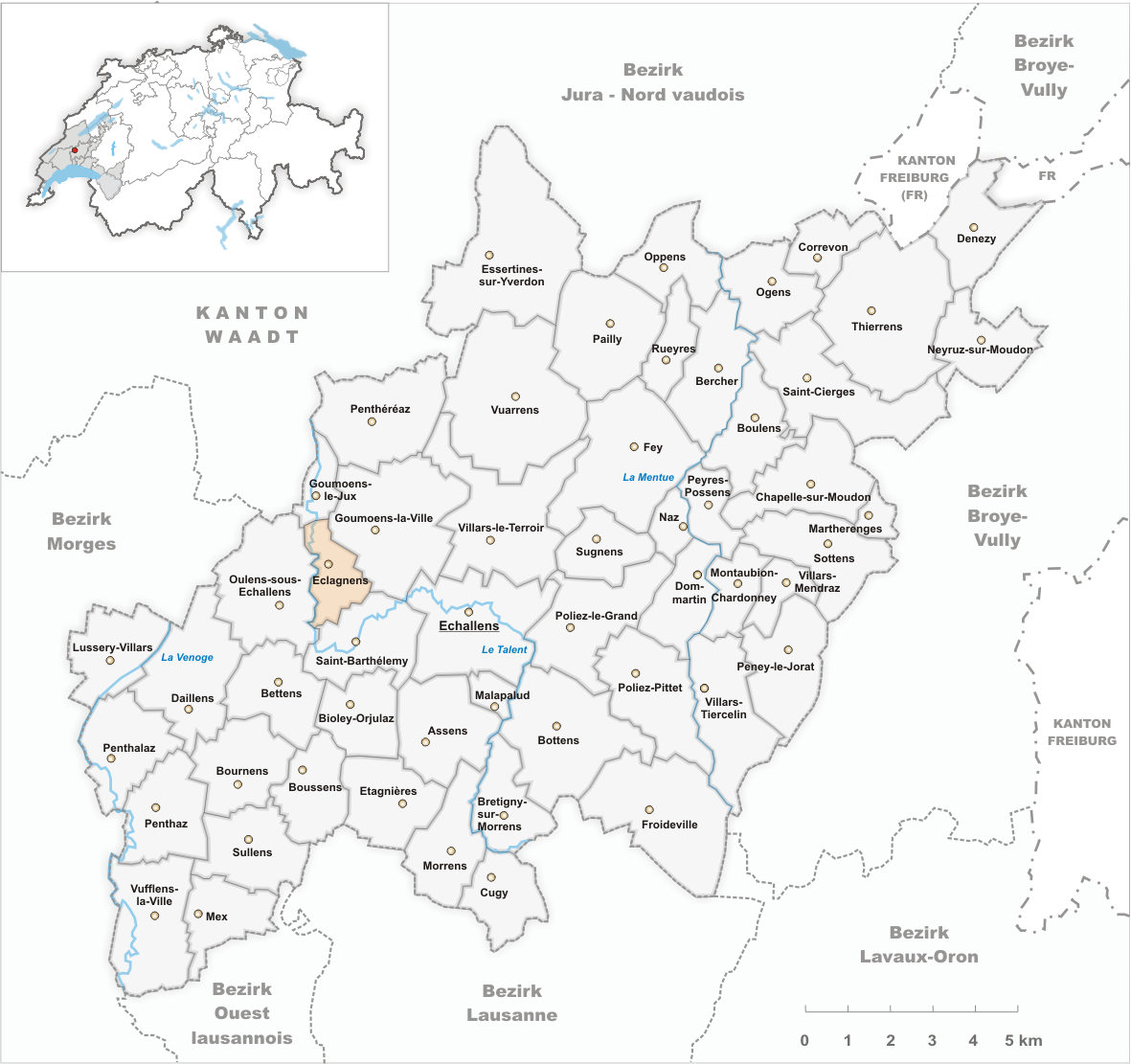
2008年的埃克拉尼昂地图

埃克拉尼昂（法語：Éclagnens）是2011年7月1日前瑞士联邦西部法语区的沃州下设的一个镇。在行政上属于沃州格罗区管辖。埃克拉尼昂的总面积为2.14平方公里。截至2010年底，总人口为99。现已并入古莫昂。

## 历史
2011年7月1日，埃克拉尼昂和古莫昂拉维尔、古莫昂勒于合并，新的古莫昂镇宣告成立。